# Teratologie
Die Teratologie (altgr. τέρας téras, Plural terata „Monster“ und -logie) ist allgemein die Lehre von Fehlbildungen der normalen physiologischen Entwicklung, und meist auf die Entwicklung des Embryos bezogen, auf die Embryogenese. Endogene Faktoren für Fehlbildungen sind genetische Erkrankungen, die vererbt oder spontan entstanden sein können. Äußere, exogen einwirkende Faktoren, die zu Fehlbildungen führen, werden Teratogene genannt.
Externe Teratogene können chemische Stoffe, physikalische Einwirkungen wie Strahlen oder Viren sein und zu Fehlbildungen in der Entwicklungsphase von Tieren und Menschen führen.
In diesen ersten 8–9 Wochen der Schwangerschaft werden in der Embryogenese im Menschen alle Organe und anatomischen Strukturen angelegt. Eine fundamentale Entdeckung der Teratologie ist die Existenz vulnerabler Phasen in der vorgeburtlichen Entwicklung. Während dieser Phasen sind verschiedene Organanlagen unterschiedlich empfindlich für Teratogene.

## Geschichte
Berichte von Fehlbildungen finden sich bereits früh in der Geschichte, so z. B. im alten Babylon sowie bei altgriechischen Gelehrten oder in der Bibel. Bis ins 16. Jahrhundert wurden diese Phänomene als „Naturspiel“ (Plinius der Ältere) abgetan oder als Omen gedeutet. Letzteres führte zu der damaligen Bezeichnung „Monster“ (lat. monstrum von monstrare „zeigen“). Ambroise Paré veröffentlichte 1573 ein Werk, in dem er unter anderem Vererbung, mechanische Einwirkung und Erkrankung des Fetus als mögliche Ursachen für Fehler in der pränatalen Entwicklung angibt. Als Wissenschaft etablierte sich die Teratologie durch die Arbeiten der französischen Zoologen Étienne und Isidore Geoffroy Saint-Hilaire sowie des deutschen Anatomen Johann Friedrich Meckel. Geoffroy Saint-Hilaire untersuchte als Erster, welche Umwelteinflüsse Fehlbildungen in der Keimentwicklung von Wirbeltieren auslösten, indem er Fehlbildungen bei Hühnerembryonen induzierte. Meckel beschrieb als Erster systematisch verschiedene Fehlbildungen des menschlichen Embryos.